# Svalbard Bryggeri
Svalbard Bryggeri er et norsk mikrobryggeri i Longyearbyen på øen Spitsbergen i øgruppen Svalbard. Svalbard Bryggeri på 78 ° Nord er det nordligste kommercielle bryggeri i verden.
Etableringen af et bryggeri på Svalbard krævede en ændring af norsk lov, der ikke tillod kommerciel produktion af alkoholholdige drikkevarer der. Dette betød, at produktionen først blev startet i 2015, efter at loven blev ændret af Stortinget.
Øllet er kendetegnet ved, at 16% af vandet til brygningen er optøet is fra den 2000 år gamle isbræ Bogerbreen. Bryggeriet producerer fem forskellige øl. Dåseøllet fra Svalbard-bryggeriet fordeles over hele det norske fastland og en stigende andel eksporteres. Bryggeriet tilbyder smagning til besøgende til Longyearbyen.

## Produkter
- Spitsbergen IPA
- Spitsbergen Pale ale
- Spitsbergen Pilsner
- Spitsbergen Stout
- Spitsbergen Weissbier